# Opa Popa Dupa
Opa Popa Dupa é uma série infantil destinada ao público pré-escolar mexicana produzida nos Estúdios TeleMéxico, na Cidade do México. O programa, que tem como protagonistas marionetes, tem a proposta de estimular os telespectadores a serem curiosos, aventureiros e, especialmente, exploradores. Nele, são abordados temas como ciência, tecnologia, espaço, física, química e outros. É semelhante ao "The Muppet Show".

## Episódios
O programa tem uma temporada, que é composta de 26 episódios com duração aproximada de 30 minutos.

## Transmissão
A série será exibida exclusivamente no Nat Geo Kids na América Latina e no Brasil. As chamadas já divulgam a série, que tem previsão de estreia para janeiro de 2019.